# الدوري الشمالي الممتاز 1996–97
الدوري الشمالي الممتاز 1996–97 هو موسم من دوري الشمال الممتاز ‏، وهو أعلى دوري كرة قدم في أيرلندا الشمالية، فاز فيه ليك تاون ‏.